# Kleine Lodijkpolder
De Kleine Lodijkpolder is een polder ten zuidwesten van Zuidzande, behorende tot de Polders van Cadzand, Zuidzande en Nieuwvliet.
Het betreft het zuidelijke deel van de in 1556 ingedijkte Lodijkpolder, dat enige jaren vóór 1634 overstroomd moet zijn geweest, daar in 1634 herdijking volgde. Het resterende deel van de polder is de Groote Lodijkpolder. In 1652/1653 volgde opnieuw een overstroming, en na de herdijking in 1687 overstroomde het poldertje nogmaals tijdens de stormvloed van 2 januari 1767. In hetzelfde jaar werd de 11 ha metende polder opnieuw herdijkt door de toenmalige eigenaars Pieter Hennequin en Antheunis Henry.
De polder wordt begrensd door de Loodijk, de Austerlitzdijk en de Oude Zeedijk.